# 台湾荖藤
台湾荖藤（学名：Piper taiwanense）为胡椒科胡椒属下的一个种。

## 扩展阅读
- 維基物種上的相關：台湾荖藤